# Federación Argentina de Voleibol
La Federación Argentina de Voleibol fue una entidad encargada de fomentar y regular la práctica del voleibol a nivel nacional. Creada en 1996 como instancia superadora de la Confederación Argentina de Voleibol, fue disuelta en 2003 luego que la Federación Internacional de Voleibol decidiera su desafiliación tras los conflictos desatados a partir de la organización del Campeonato Mundial de Voleibol Masculino de 2002 en Argentina.

## Historia

### Nacimiento
Durante años existió un enfrentamiento entre los clubes del interior del país (nucleados en la Confederación Argentina de Vóleibol) y los del área metropolitana, agrupados en la FMV. Estas tensiones llegan a un punto máximo en 1990, cuando la FMV es desafiliada de la Confederación Argentina, permaneciendo fuera del ente por varios años. Sumado a esto, la CAV entra en una severa crisis económica tras la organización del Campeonato Mundial de Voleibol Masculino Sub-21 de 1993, lo que la llevaría al colapso poco tiempo después. Para zanjar este conflicto interviene la Secretaría de Deportes de Argentina, arribando a la creación de una nueva entidad: la Federación Argentina de Voleibol, presidida por Mario Goijman. Una de las primeras medidas de la nueva federación fue crear la Liga de Voleibol Argentina, con el objetivo de integrar a los clubes del interior y el AMBA y profesionalizar el deporte.

### Mundial 2002 y crisis
La organización del mundial 2002 se desarrolló en un contexto social y económico muy complejo, en medio de la crisis que azotaba al país y del cual la federación no podía escapar. Ante la escalada del dólar, la suba de precios y el congelamiento de los depósitos bancarios, el presidente de la entidad recurrió a tomar préstamos a título personal para saldar las cuentas, además de pactar una serie de "canjes" de publicidad estática por servicios (transporte para los planteles, etc.) para intentar alivianar los gastos. Ante la percibida indiferencia de la FIVB ante las dificultades que estaba atravesando la organización, las críticas en público del presidente de la FAV hacia la entidad máxima del deporte fueron en aumento, críticas que se redoblarían cuando la FAV intentó cobrar (sin éxito) el 10% de las regalías por publicidad y derechos de televisación que le corresponderían luego de terminado el mundial. La reacción de la FIVB fue acusar a la FAV y a su presidente de haber cobrado "contratos ilegítimos", desligando a la Federación Argentina de todas las competiciones internacionales y suspendiendo el pago de las regalías a la espera de una auditoría futura.
El conflicto escalaría judicialmente, a través de acusaciones de Goijman a la FIVB y su entonces presidente Rubén Acosta de malversación de fondos y abuso de poder. Mientras tanto, la FIVB condicionó la continuidad del voleibol argentino a la remoción de Goijman de la presidencia y la elección de un nuevo administrador. En una primera instancia la FAV decidió apoyar a Goijman, con 17 votos a favor y 3 abstenciones, pero ante una nueva ronda de expulsiones por parte de la FIVB de aquellas federaciones que hubiesen votado a favor del dirigente, se resolvió la desaparición de la FAV y la creación -primero provisoria, en forma de "grupo de trabajo", pero luego definitiva- de una nueva entidad: la Federación del Voleibol Argentino (FeVA), que sería dirigida por Alejandro Bolgeri, uno de los tres dirigentes que se abstuvieron originalmente. En medio de este vacío de poder es que también nace la Asociación de Clubes Liga Argentina de Voleibol (ACLAV) para encargarse de continuar con la gestión de la Liga de Voleibol Argentina, categoría máxima a nivel nacional.
En 2004, tras su congreso de Porto (Portugal), el Consejo Directivo de la FIVB reconoció a la FeVA como única representante del deporte en el país, dando por terminada definitivamente la era de la FAV. Los equipos nacionales pudieron volver a competir en el Campeonato Sudamericano de Voleibol Femenino de 2003, donde lograron un tercer puesto, para luego clasificar a la Copa Mundial de Voleibol Femenino de 2003.